# Роини (спътник)
Вижте пояснителната страница за други значения на Роини.
Роини е името на серия от изкуствени спътници изстреляни от Индийската организация за космически изследвания. Броят на спътниците е 4 и всички те са изстреляни с ракета-носител SLV от ракетна площадка Шрихарикота. Три от спътниците успешно са изведени в орбита. Всички спътници Роини са изстреляни с експериментална цел и с експерименталната ракета SLV.

## Изстрелвания
- Роини 1А (изстрелян на 10 август 1979 г.) – изстрелването е неуспешно
- Роини 1Б (изстрелян на 18 юли 1980 г.) – изстрелването е успешно. Спътникът изпраща информация след отделяне от четвъртата степен на ракетата
- Роини 2 (изсрелян на 31 май 1981 г.) – изстрелването е частично успешно. Спътникът не успява да достигне висока орбита и остава в космоса само 9 дни
- Роини 3 (изстрелян на 17 април 1983 г.) – изстрелването е успешно и Роини 3 остава в орбита 5 месеца. В оборудването му е имало и сензорна камера, която заснема 5000 снимки. Камерата е можела да заснема изображения както във видиия спектър на светлината, така и в инфрачервения.